# Illinois
Illinois (aportuguesado Ilinóis ou Ilinois) é um dos 50 estados dos Estados Unidos, localizado na Região Centro-Oeste do país. O Illinois é o sexto estado mais habitado do país, com seus 12 812 508 habitantes. Cerca de 65% da população do estado vive na região metropolitana de Chicago, um dos maiores centros industriais e financeiros do mundo, sendo o segundo maior centro de manufatura do país — atrás somente de Los Angeles — e o segundo maior centro financeiro dos Estados Unidos, atrás somente de Nova Iorque. Springfield é a capital do estado.
O Illinois possui uma economia altamente diversificada, sendo um dos principais centros financeiros dos Estados Unidos, e um estado altamente industrializado. Geograficamente, o Illinois caracteriza-se por seu terreno pouco acidentado em geral, e pelo seu clima altamente instável. A agricultura é uma importante fonte de renda do Illinois. O turismo e a prestação de serviços de transportes e telecomunicações são outras fontes de renda importantes do Illinois. Chicago é um dos centros ferroviários e aeroportuários mais movimentados dos Estados Unidos.
A palavra "Illinois" vêm da pronunciação francesa da palavra algonquina Illiniwek, que possui dois significados, "O Povo" ou "Povo Superior". O cognome do Illinois é The Prairie State, que em português significa "O Estado das Pradarias". O Illinois caracteriza-se pelo seu terreno pouco acidentado, relativamente plano, que cobrem muito do estado. Outro cognome do estado é The Land of Lincoln, "A Terra de Lincoln". Muitos dos habitantes do estado orgulham-se do fato de que o presidente americano Abraham Lincoln passou a maior parte da sua vida no estado. Ele está atualmente enterrado em Springfield.
Missionários franceses foram os primeiros europeus a explorarem a região do atual Illinois. Este fez parte da Nova França até 1763, quando passou a domínio britânico. Em 1783, após o fim da Revolução Americana de 1776, passa a fazer parte dos Estados Unidos, passando a fazer parte do Território do Noroeste. Em 3 de fevereiro de 1809, o Território do Illinois foi criado. Em 3 de dezembro de 1818, este território tornou-se o 21° estado americano.

## História

### Até 1818

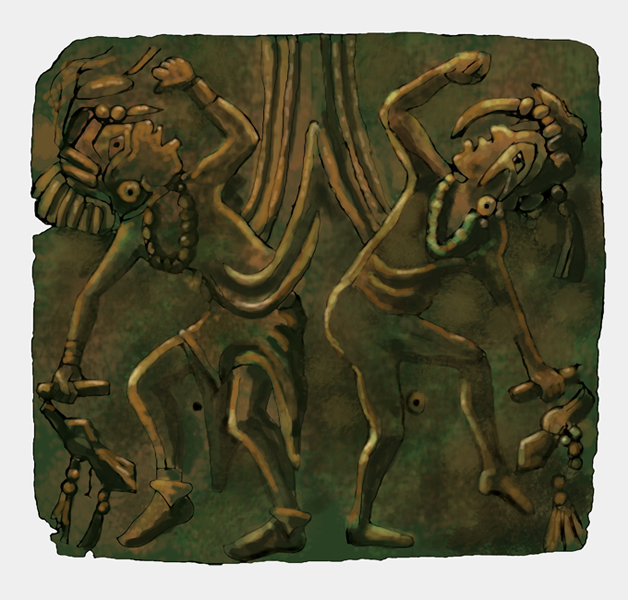
Placas de cobre encontradas em sítios pré-colombianos em Illinois.

Diversas tribos nativas americanas algonquinas viviam na região do atual Illinois muito antes da chegada dos primeiros exploradores europeus. Estas diferentes tribos algonquinas estavam organizadas em uma confederação, chamada de Illiniwek. A partir da década de 1680, diversas tribos iroquesas começaram a atacar as tribos algonquinas, embora estes ataques não tenham surtido muito efeito na confederação indígena.
Os missionários franceses Jacques Marquette e Louis Joliet foram os primeiros europeus a explorarem a região. Eles haviam sido ordenados pelo governador da colônia francesa de Nova França a explorarem e mapearem o curso do Rio Mississípi. Eles partiram de Quebeque em 1673, tendo chegado à região do atual Illinois em 1675. Joliet apelidou a região de Illinois, em referência à confederação Illiniwek, com a qual Marquette e Joliet estabeleceram relações amistosas. Neste mesmo ano, Marquette fundou uma missão católica na região. Em 1699, outros missionários franceses fundaram um estabelecimento comercial, e uma vila em 1703. Então, a região já fazia parte da Nova França, tendo sido reivindicada por René-Robert Cavelier, em 1682. Os dois assentamentos fundados pelos missionários tornaram-se os principais centros francófonos na região.
Por causa da colonização francesa — os franceses eram em sua maioria católicos — a Igreja Católica Romana foi a única instituição religiosa na região, por aproximadamente um século. Foi somente em 1787 que o primeiro protestante estabeleceu-se na região. Em 1717, a França dividiu a Nova França em quatro distintas colônias: Acádia, Nova Escócia, Quebeque e Luisiana. O Illinois passou a fazer parte da colônia francesa de Luisiana. Neste mesmo ano, John Law, um comerciante escocês, passou a trazer numerosos colonos franceses para a região.
Em 1763, os britânicos venceram a Guerra dos Sete Anos, contra os franceses. Pelos termos do Tratado de Paris, os franceses cediam todas as regiões a leste do Rio Mississippi aos britânicos e todas as regiões da oeste do rio para os espanhóis. A região de Illinois passou a ser controlada pelos britânicos. Então, a população branca do estado era de apenas dois mil habitantes. Alguns franceses mudaram-se para as colônias espanholas, inconformados pelo fato de serem protestantes britânicos os novos governadores. A Confederação Illiniwek, aliada dos colonos franceses, rebelaram-se contra os britânicos em 1764, mas foram derrotados pelas tropas britânicas.
Em 1778, durante a Guerra da Independência dos Estados Unidos, o Illinois foi capturado por forças americanas. Após o fim da guerra, a região em torno destas duas cidades tornaram-se parte do atual estado de Virgínia. Porém, a região passou ao controle do governo americano em 1784, por uma exigência do estado de Maryland, que exigira que todas as ex-províncias coloniais que capturaram regiões a oeste das 13 colônias durante a guerra de independência cedessem estas terras para o governo americano.
O Illinois tornou-se parte do Território do Noroeste em 1787, e parte do Território de Indiana em 1800. Em 3 de fevereiro de 1809, a região do Illinois foi separada do Território de Indiana, e o governo americano fez da região separada um novo território, o Território de Illinois. Em 3 de dezembro de 1818, o Illinois tornou-se o vigésimo primeiro estado dos Estados Unidos, sendo que a fronteira setentrional então localizava-se muito mais ao sul do que atualmente. Porém, em 1819, políticos do estado pressionariam com sucesso o Congresso americano em expandirem a fronteira setentrional do estado em direção ao norte. Assim, a região onde atualmente Chicago está localizada passou a fazer parte do Illinois.

### 1818–1900

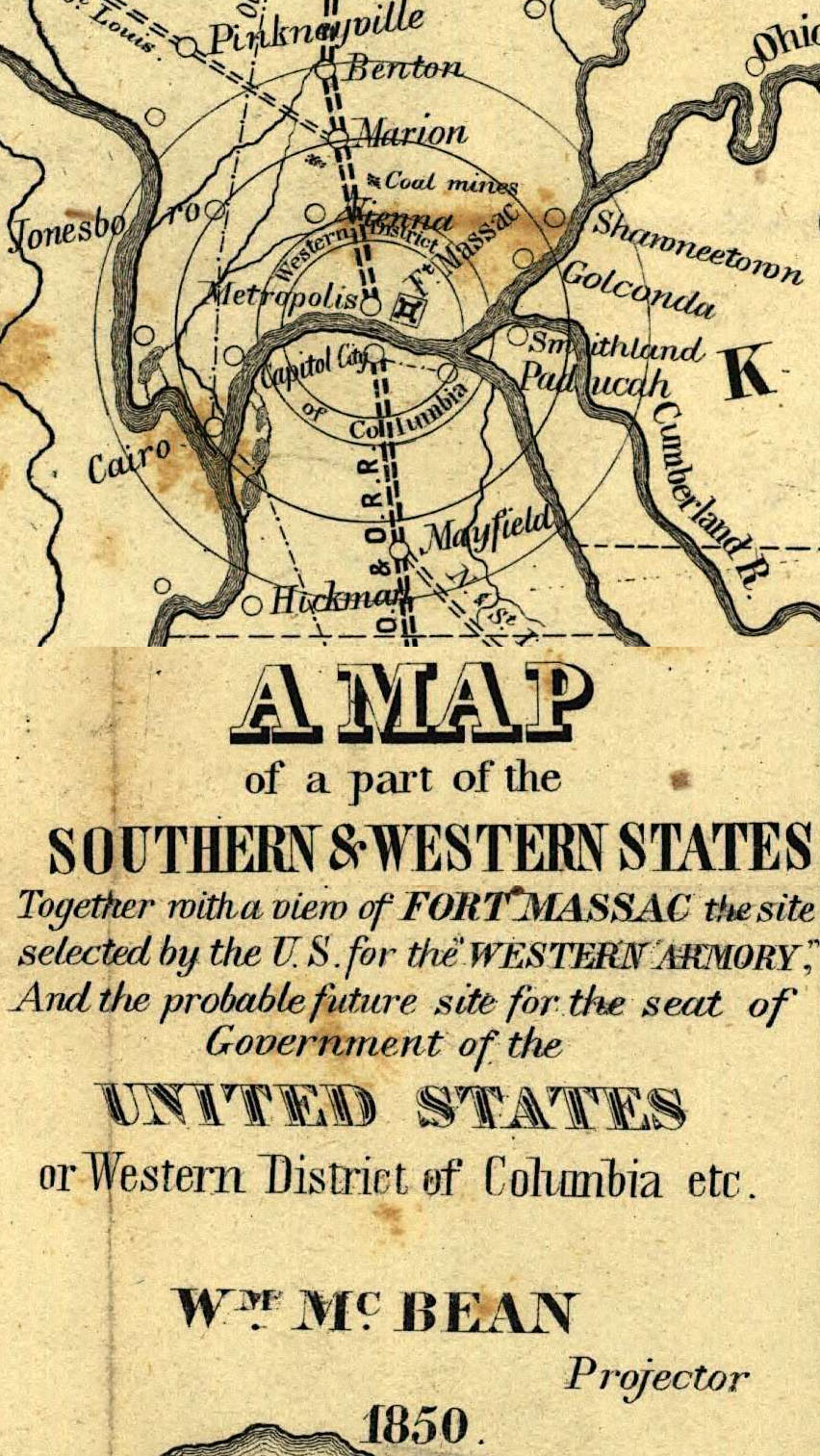
Mapa de 1850 do planejado Distrito Ocidental de Columbia, que substituiria o Distrito de Columbia como a capital dos Estados Unidos.

Em 1820, Vandalia tornou-se a capital do Illinois, tendo sido a capital do estado até 1839, quando a capital foi mudada para Springfield, que é a capital do estado até os dias atuais.
A população do Illinois começou a crescer dramaticamente após a década de 1820, com a abertura do Canal de Erie no estado de Nova Iorque, assim facilitando viagens do leste americano em direção ao centro-norte. A população do estado em 1820, então, era de aproximadamente 55 mil habitantes. Dez anos depois, este número aumentara para 157 mil habitantes. A população do Illinois passou a crescer ainda mais após forças militares americanas terem derrotado tribos algonquinas na região, que até então atacavam constantemente a população de cidades e de campos do estado. Estes índios foram forçados a mudarem-se para áreas a oeste do Rio Mississippi. Imigrantes passaram a chegar em números cada vez maiores a partir da década de 1830.
Chicago foi fundada em 1833, então com uma população de 350 habitantes. A abertura do Canal de Erie alguns anos antes, sua posição estratégica junto aos Grandes Lagos (e, via o Canal de Erie, viagens ao Oceano Atlântico eram possíveis), tornou a cidade um importante polo ferroviário. Apenas quatro anos depois, em 1837, Chicago foi elevada à categoria de cidade, com uma população de quatro mil habitantes. A abertura do Canal Illinois-Michigan, que conectava os Grandes Lagos com o sistema hidrográfico do Rio Mississippi-Missouri tornou definitivamente a cidade um dos maiores polos portuários do país, e o maior polo ferroviário dos Estados Unidos. Em apenas algumas décadas Chicago viria a se tornar a segunda maior cidade do país, atrás apenas de Nova Iorque.
Uma mulher famosa de Illinois foi a Cynthia Ann Parker.
Durante a década de 1850, o governo americano considerou mudar sua capital, o Distrito de Columbia, em direção ao oeste, para o que foi chamado à época de Distrito Ocidental de Columbia. Esta capital estaria localizada no que atualmente constitui Capitol City (localizada em Kentucky) e Metropolis (Illinois). Porém, estes planos nunca passaram do papel.
Em 1858, Abraham Lincoln e Stephen A. Douglas disputaram acirradamente uma posição de senador, que atuaria como representante do estado no Congresso americano. Ambos os candidatos a senador fizeram um total de sete acirrados debates, onde Douglas ganhou a posição de senador. Porém, estes debates projetaram o estado nacionalmente, e ajudariam Lincoln a vencer as eleições presidenciais de 1860. Um ano depois, a Guerra Civil Americana teria início no país.
O estado de Illinois lutou do lado da União, os Estados Unidos propriamente dito, contra a Confederados. Houve-se algumas ameaças de secessão das regiões sul do estado, que eram primariamente rurais, e muitos de seus habitantes simpatizavam com os Confederados. Porém, a maior parte da população do Illinois suportava a União. O presidente Abraham Lincoln e um dos principais comandantes da União, Ulysses S. Grant, eram nativos do estado. Cerca de 250 mil soldados da União vieram do Illinois, mais do que qualquer outro estado da União exceto Nova Iorque, Pensilvânia e Ohio.
A guerra acelerou o processo de industrialização do estado. Com o fim da guerra, Chicago passou a prosperar como um grande centro industrial, e o maior centro de processamentos de alimentos do mundo. Várias ferrovias foram construídas, e vários pântanos foram drenados, para gerarem terra que poderia ser cultivada. Porém, o descontentamento da classe trabalhadora das cidades do estado cresceu à medida que o problema de suas péssimas condições de trabalho e péssimos salários não eram minimizados ou solucionados. Fazendeiros também estavam descontentes com baixos preços de venda e altos preços dos equipamentos. Os fazendeiros e os trabalhadores uniram-se em 1892 para votarem em John P. Altgeld. Este instituiu várias leis trabalhistas, passou a exigir mais uso de negociações ao invés de simples e bruta força policial para resolver greves e manifestações trabalhistas, e melhorou o sistema de educação pública do estado.

### 1900–Tempos atuais

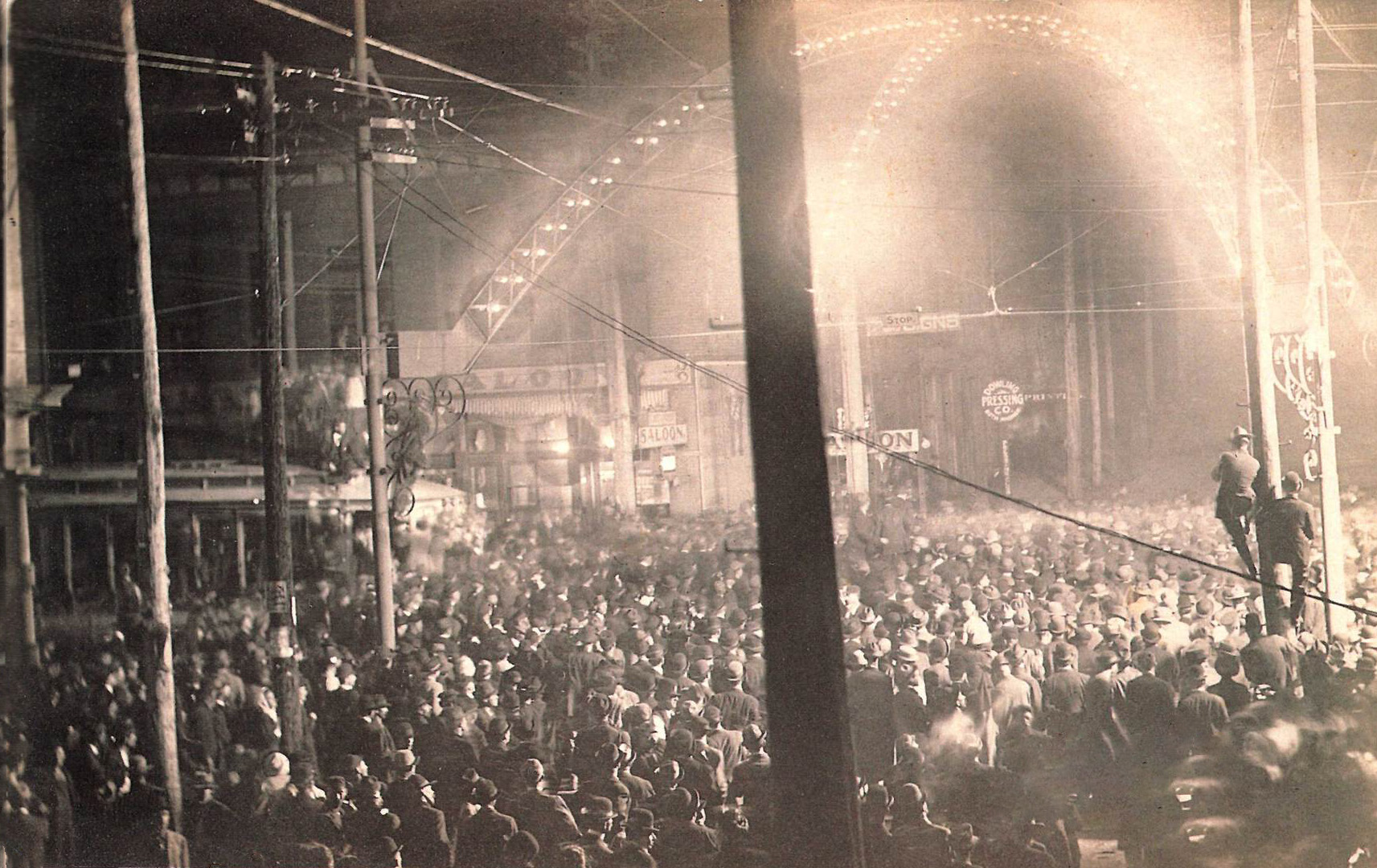
A crescente migração de afro-americanos gerou grandes atritos entre a população branca e afro-americana do estado. Aqui, imagem de um afro-americano sendo linchado em público pela população branca de Cairo.

Várias leis trabalhistas foram aprovadas nas primeiras décadas do século XX. Além disso, em 1911 o Illinois aprovou uma lei que aprovava ajuda econômica às famílias pobres que possuíam filhos pequenos. O Illinois foi o primeiro estado a aprovar uma lei deste gênero.
Ao longo das primeiras décadas do século XX, milhares de afro-americanos passaram a migrar em massa dos estados do Sul do país em direção a Illinois. Uma das razões foi o jornal de cultura afro-americana de Chicago, o Black Defender, que incentivava esta migração. A população afro-americanas das cidades do estado passou a aumentar, especialmente em Chicago, onde afro-americanos atualmente constituem aproximadamente 37% da população da cidade. A maior presença afro-americana passou a desagradar vários habitantes brancos do estado, gerando atritos entre a população branca e afro-americana, que culminaram em três grandes motins populares, que aconteceram em 1908 (em Springfield), em 1917 (em East St. Louis) e em 1919 (Chicago).
O Illinois prosperou economicamente nos anos da Primeira Guerra Mundial, bem como nos anos que seguiram-se à guerra. Em 1920, o Congresso americano proibiu a fabricação, transporte e venda de bebidas alcoólicas. Numerosas gangues traficavam bebidas alcoólicas no estado. A maior destas gangues era liderada por Al Capone. Estas gangues confrontavam-se entre si e com a polícia, e muitos destes confrontos resultavam em morte. As taxas de criminalidade explodiram em Illinois, especialmente em Chicago. A lei nacional que proibia a fabricação, transporte e venda de bebidas alcoólicas foi abolida em 1933.
A Grande Depressão de 1929 causou grande depressão econômica no Illinois. Inúmeras fábricas fecharam e numerosas lojas faliram. Milhares de pessoas ficaram desempregadas. Em 1932, o estado passou a fornecer ajuda socioeconômica aos desempregados. A recessão econômica acabou com a descoberta de grandes reservas de petróleo no estado, em 1937, que fizeram do Illinois o quarto maior produtor nacional em apenas dois anos.
A economia do Illinois cresceu dramaticamente nos anos da Segunda Guerra Mundial, sendo que milhares de fábricas foram construídas no estado. Além disso, Enrico Fermi e outros cientistas fizeram a primeira reação nuclear controlada da história da humanidade, na Universidade de Chicago. A possibilidade de reações nucleares controladas abriu a possibilidade da construção de reatores nucleares para geração de eletricidade. A indústria nuclear tornou-se uma das maiores indústrias da economia do estado. Em 1968, o acelerador de partículas Fermi National Accelerator Laboratory começou a ser construído. Quatro anos depois, este acelerador foi inaugurado. Além disso, durante a década de 1960, incentivos fiscais do governo de Illinois atraíram numerosas indústrias à região, tais como a indústria automobilística e a aeroespacial.
Em 1970, o Illinois aprovou um projeto de 750 milhões de dólares que seriam destinadas ao tratamento de esgoto e de poluentes industriais — até então, a maioria destes dejetos eram jogados diretamente em corpos de água. Em 1973, um bingo estadual foi criado pelo governo de Illinois com o intuito de arrecadar fundos para o sistema educacional do estado. Durante a década de 1980, várias indústrias de alta tecnologia instalaram-se na região metropolitana de Chicago. Em 2000, o então governador do Illinois George Ryan, declarou uma moratória nas leis que aprovavam o uso da pena de morte no estado. Em janeiro de 2003, pouco antes do término de seu mandato como governador do Illinois, Ryan reduziu a pena de todos os sentenciados à pena de morte para prisão perpétua.

## Geografia
O Illinois limita a norte com Wisconsin, a nordeste com o lago Michigan, a leste com Indiana, a sul com Kentucky, e a oeste com Iowa e Missouri.
O Illinois tem 629 km de extensão norte-sul e 340 km de extensão leste-oeste. A área do estado é de 149 995,4 km², dos quais 6 202 km² são cobertos por água. O estado é o 25º maior do país, sendo o 24º não contando-se corpos d' água. O litoral do Illinois junto ao lago Michigan possui 101 quilômetros de extensão.
Cerca de 500 rios cortam o Illinois. O rio Mississippi é o maior deles, e forma todo a fronteira ocidental do estado junto aos estados americanos de Iowa e Missouri. O maior rio completamente dentro do Illinois é o rio Illinois, com 439 km de extensão. O Illinois possui poucos lagos naturais. O Lago Michigan está localizado no nordeste do estado. Todos os outros lagos são de pequenos portes e estão localizados no nordeste do estado. Porém, vários lagos artificialmente criados espalham-se pelo Illinois. O maior deles possui mais de dez mil hectares de tamanho.
O Illinois pode ser dividido em cinco distintas regiões geográficas:
- As Áreas Intocadas (The Driftless Area, em inglês) são uma região no extremo noroeste que não foram afetadas pelas eras glaciais que ocorreram há mais de dez mil anos atrás na América do Norte. Possui um terreno muito acidentado, com altas montanhas e vales profundos. O ponto mais alto do estado está localizado nas Áreas Intocadas, e possui 376 metros de altitude;
- As Planícies dos Grandes Lagos situam-se no nordeste do estado. É caracterizado pelo seu terreno relativamente plano e muito fértil. Já fez parte do leito do Lago Michigan;
- As Planícies Till compõem a maior parte do estado, estendendo-se do centro-norte do estado até próximo ao sul do Illinois. As geleiras, durante as eras do gelo que ocorreram há milhares de anos, alisaram o terreno, hoje relativamente plano. Caracteriza-se pelo seu solo extremamente fértil, onde a maior parte da agricultura do estado é praticada, e pela sua baixa altitude;
- As Montanhas Shawnee ocupam uma estreita faixa no sul do estado, imediatamente ao sul das Planícies Contínuas. Caracteriza-se pelo seu terreno relativamente alto, com picos de mais de 320 metros de altitude;
- As Planícies da Costa do Golfo ocupam o extremo sul do estado. Caracteriza-se pela sua baixa altitude, as menores do estado. Aqui localiza-se o ponto mais baixo do estado, com 85 metros de altitude.

### Clima
O clima do Illinois é temperado, com quatro distintas estações, com verões quentes, e invernos frios. Porém, o tempo no estado varia bastante de estação para estação. O tempo no Illinois é relativamente instável, e o tempo em um dado dia pode mudar repentinamente, especialmente no inverno. Por vezes, a temperatura chega a aumentar ou cair em até 12°C em apenas uma hora. O principal motivo desta instabilidade é a ausência de obstáculos geográficos no estado e em suas proximidades, que permitem o rápido movimento de correntes de ar vindas de quaisquer direções ao longo do estado. Durante todo o ano, a temperatura média cai à medida que se viaja em direção ao norte.
No inverno, a proximidade com o Lago Michigan ameniza os invernos do nordeste do estado. A temperatura média do Illinois no inverno é de -7,6 °C no norte do estado, -3 °C no centro-sul e de 1 °C no extremo sul. Mínimas variam entre -30 °C e 5 °C no nordeste, -35 °C e 1 °C no noroeste e -25 °C e 10 °C no extremo sul. Máximas variam entre -24 °C e 13 °C no nordeste, -28 °C e 7 °C no noroeste e -18 °C e 17 °C no extremo sul. A temperatura mais baixa já registrada no Illinois, -38 °C, foi registrada em Congersville, em 5 de janeiro de 1999.
A temperatura média no verão no norte é de 21 °C, e de 29 °C no sul. Mínimas variam entre 12 °C e 20 °C no norte e entre 16 °C e 26 °C no sul. Máximas variam entre 22 °C e 35 °C no norte e entre 25 °C e 38 °C no sul. A temperatura mais alta já registrada no Illinois é de 47 °C, foi registrada em 14 de julho de 1954, em East St. Louis.
As taxas de precipitação média anual de chuva variam entre 100 centímetros no norte a 85 centímetros no sul. As taxas de precipitação média anual de neve, por sua vez, variam entre 76 centímetros no norte a 25 centímetros no sul do Illinois. Tornados são muito comuns no estado (principalmente no Sul), e, de fato, tornados mataram mais pessoas em Illinois do que em qualquer outro estado americano. O mais destrutivo deles ocorreu em 1925, tendo matado mais de 600 pessoas.

## Demografia

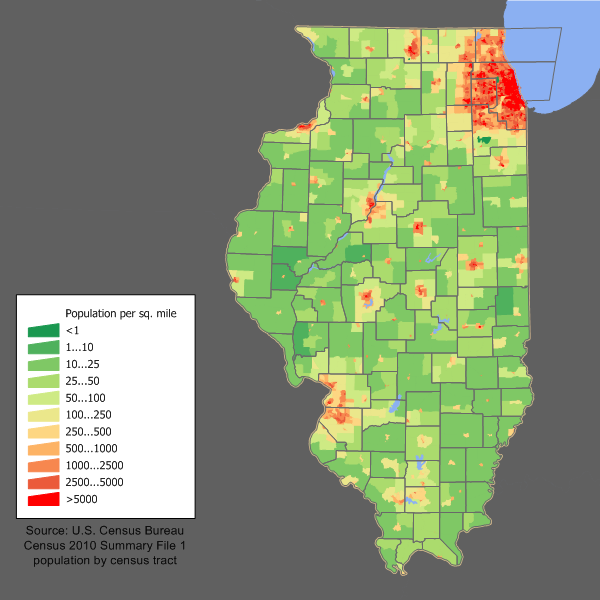
Distribuição da densidade populacional do Illinois.

De acordo com o censo nacional de 2000, a população do Illinois em 2000 era de 12 281 054 habitantes, um crescimento de 7,1%, em relação à população do estado em 1990, de 11 466 682 habitantes. Uma estimativa realizada em 2005 estima a população do estado em 12 763 371 habitantes, um crescimento de 11,3% em relação à população do estado em 1990, de 2,8%, em relação à população do estado em 2000, e de 0,4% em relação à população estimada em 2004.
O crescimento populacional natural do Illinois entre 2000 e 2005 foi de 406 425 habitantes — 959 470 nascimentos menos 553 045 óbitos — o crescimento populacional causado pela imigração foi de 328 020 habitantes, enquanto que a migração interestadual resultou na perda de 391 031 habitantes. Entre 2000 e 2005, a população do Illinois cresceu em 482 317 habitantes, e entre 2004 e 2005, em 51 355 habitantes.
Cerca de 80% da população do Illinois vive dentro de 10 distintas regiões metropolitanas. Cerca de 65% da população do estado vivem dentro da região metropolitana de Chicago. Esta é a maior cidade do Illinois e a terceira maior dos Estados Unidos. Sua região metropolitana, com mais de 9 milhões de habitantes, também é a terceira maior do país. Da população do Illinois, estima-se que cerca de 1 682 900 nasceram fora do país — 13,3% da população do estado.

### Raça e etnias
Composição racial da população do Illinois:
- 67,8% Brancos
- 15,1% Afro-americanos
- 12,3% Hispânicos
- 3,4% Asiáticos
- 0,2% Nativos americanos
- 1,9% Duas ou mais raças

Os cinco maiores grupos étnicos do Illinois são alemães (que compõem 19,6% da população do estado), afro-americanos (15,1%) irlandeses (12,2%), mexicanos (9,2%) e poloneses (7,5%).
Aproximadamente três de cada dez brancos do estado dizem ter ao menos alguma ascendência alemã, fazendo dos alemães o maior grupo étnico do estado. Afro-americanos estão presentes em grandes números em Chicago, East St. Louis e no extremo sul do Illinois. Descendentes de nativos indígenas e de britânicos estão concentrados primariamente no sudeste do estado. A região metropolitana de Chicago possui grandes números de irlandeses, mexicanos e poloneses. Outras descendências étnicas incluem ingleses, italianos e suecos.
Cerca de 86,7% da população do estado nasceram no país. Os outros 13,3% nasceram fora do país, ou seja, são imigrantes. A maior parte dos imigrantes instalam-se na região metropolitana de Chicago. Mexicanos compõem aproximadamente 40% da população imigrante, e poloneses compõem 10%.
7,1% da população do Illinois possui menos de 5 anos de idade, 26,1% possuem menos de 18 e 12,1% da população do estado possuem mais de 65 anos de idade. Pessoas do sexo feminino compõem aproximadamente 51% da população do Illinois.

### Religião
Religião em Illinois (2014)
A maioria da população de Illinois considera-se cristã (71%), Os protestantes são o maior grupo religioso no Illinois. Porém, ao contrário dos outros estados do centro-oeste americano, o protestantismo não domina completamente o estado, sendo que menos da metade (43%) da população do Illinois identifica-se como protestantes. Católicos, que estão concentrados primariamente em Chicago e sua região metropolitana, correspondem por 28% da população do Illinois. Além disso, o estado possui uma grande comunidade de outras religiões como judeus, budistas, muçulmanos e outras religiões, os judeus são o segundo maior grupo religioso do estado, aproximadamente 22% da população do estado considera-se sem filiação religiosa. Em termos gerais, Illinois é considerado um estado moderadamente religioso, 50% da população adulta considera a religião algo muito importante em suas vidas, 27% considera a religião algo relativamente importante em suas vidas e 23% considera a religião algo pouco ou sem importância em suas vidas, também 32% afirma que frequenta a igreja semanalmente, 21% frequenta a igreja poucas vezes ao mês e mais 45% afirma que raramente ou nunca frequenta a Igreja.

### Principais cidades

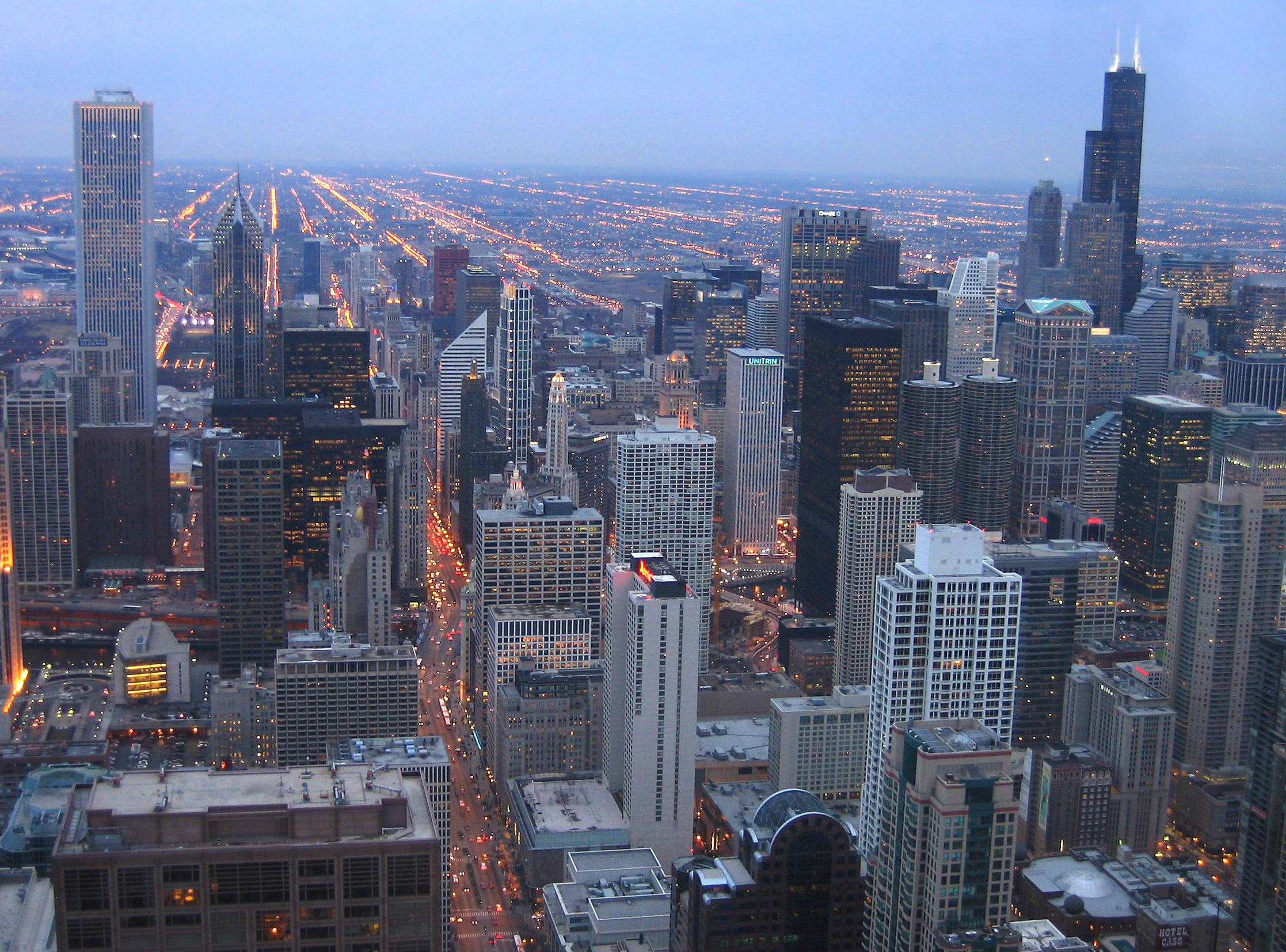
Chicago, maior cidade do estado.

População > 1 milhão de habitantes
- Chicago

População > 100 mil habitantes
- Aurora
- Joliet
- Naperville
- Peoria
- Rockford
- Springfield

## Política

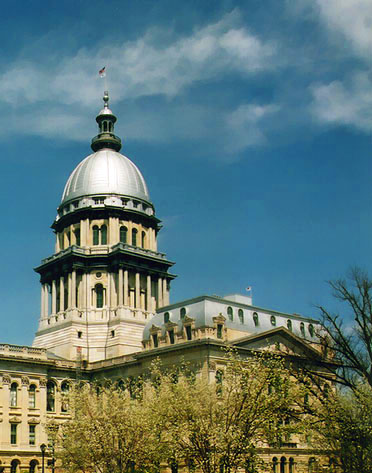
O Capitólio Estadual do Illinois em Springfield.

A atual Constituição do Illinois foi adotada em 1970. Outras Constituições mais antigas foram adotadas em 1818, 1848 e 1870. Emendas à Constituição podem ser propostas pelo Poder Legislativo, e para serem aprovadas precisam de ao menos 67% dos votos de ambas as câmaras do Legislativo, e então serem aprovadas em um referendo por ao menos 51% população eleitoral do estado.
O principal oficial do Poder Executivo no Illinois é o governador. Este é eleito pelos eleitores do estado para mandatos de até quatro anos de duração, e pode ser reeleita quantas vezes quiser. Outros oficiais governamentais tais como o tenente-governador também são eleitos pela população a mandados de quatro anos de duração. O governador escolhe um Secretário de Estado e a maioria dos oficiais dos diferentes conselhos do país. Já as câmaras do Poder Legislativo escolhem um tesoureiro para um mandato de 4 anos de duração.

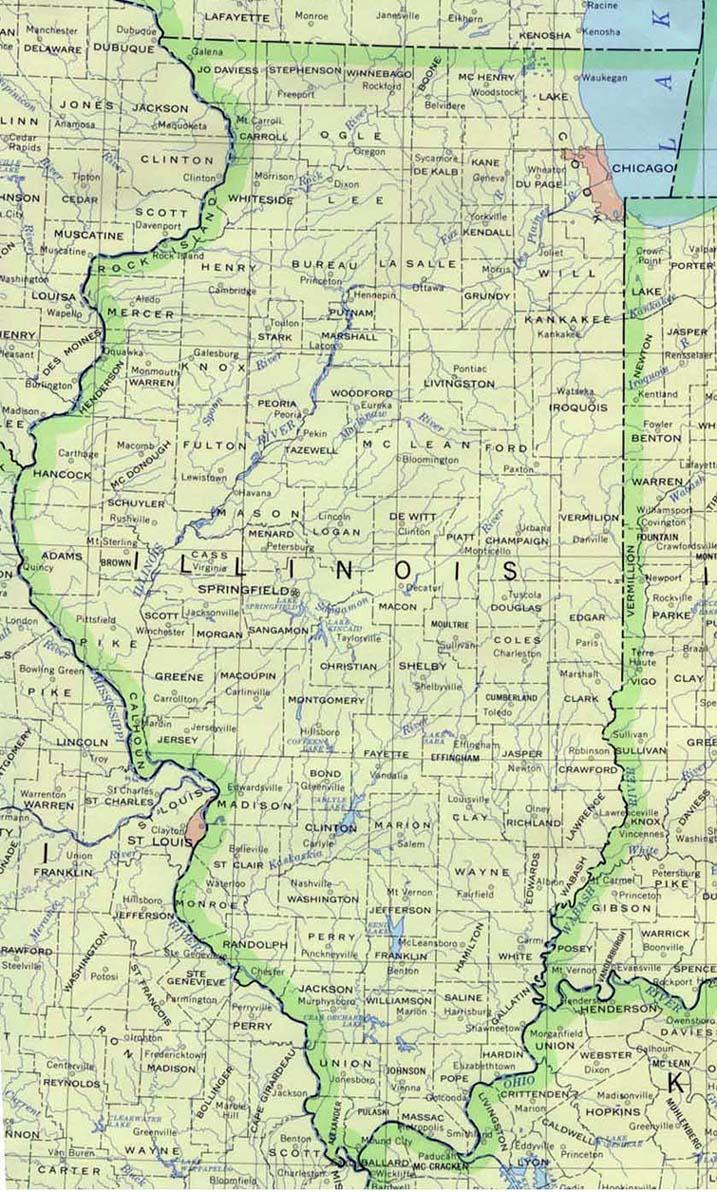
Mapa do Illinois e de seus 102 condados.

O Poder Legislativo do Illinois — oficialmente chamada de Assembleia Geral — é constituído pelo Senado e pela Câmara dos Representantes. O Senado possui um total de 59 membros, enquanto que a Câmara dos Representantes possui um total de 118 membros. O Illinois está dividido em 59 distritos senatoriais. Os eleitores de cada distrito elegem um senador, que irão representar tal distrito no Senado. O estado também está dividido em 118 distritos representativos, onde a população de cada escolhe um representante que atuará na Câmara dos Representantes. Os senadores servem a mandatos de até quatro anos de duração, enquanto que o termo de ofício dos representantes é de no máximo dois anos.
A corte mais alta do Poder Judiciário de Illinois é a Suprema Corte de Illinois. Todos os juízes do Poder Judiciário de Illinois são escolhidos pela população, para mandatos de até quatro anos de duração, podendo ser reeleitos quantas vezes quiserem.
O Illinois está dividido em 102 condados. A maioria destes condados está, por sua vez, dividido em municipalidades. Todos os condados com municipalidades — com exceção do Condado de Cook — são administrados por um conselho de supervisores. Estes condados estão divididos em diferentes distritos. Eleições são realizadas nestes distritos, e o vencedor torna-se o representante do distrito no conselho do condado. Os condados remanescentes são governados por conselhos de supervisores, eleitos pela população do condado em geral. O Illinois possui cerca de 1287 cidades e vilas, mais do que qualquer outro estado americano. A maioria das cidades é governada por um prefeito e um conselho.
Aproximadamente 60% da receita do orçamento do governo do Illinois é gerada por impostos estaduais. O resto vem de verbas recebidas do governo federal e empréstimos. Em 2002, o governo do estado gastou 49,131 bilhões de dólares, tendo gerado 41,095 bilhões de dólares. A dívida governamental do Illinois é de 34,761 bilhões de dólares. A dívida per capita é de 2762 dólares, o valor dos impostos estaduais per capita é de 1786 dólares, e o valor dos gastos governamentais per capita é de 3904 dólares.
O Illinois foi dominado politicamente pelo Partido Republicano, entre 1856 — ano de fundação do partido — até a década de 1950. Nenhum partido político americano domina atualmente o Illinois. Os democratas desde então passou a ganhar cada vez mais força no estado. Atualmente, os democratas são maioria em Chicago e em vários de seus subúrbios, enquanto que os republicanos dominam o restante do estado. De cada três governadores eleitos no estado desde 1856 até os dias atuais, dois tem sido republicanos, embora desde a década de 1970, um número similar de republicanos e democratas tenham sido eleitos para o posto de governador.

## Economia

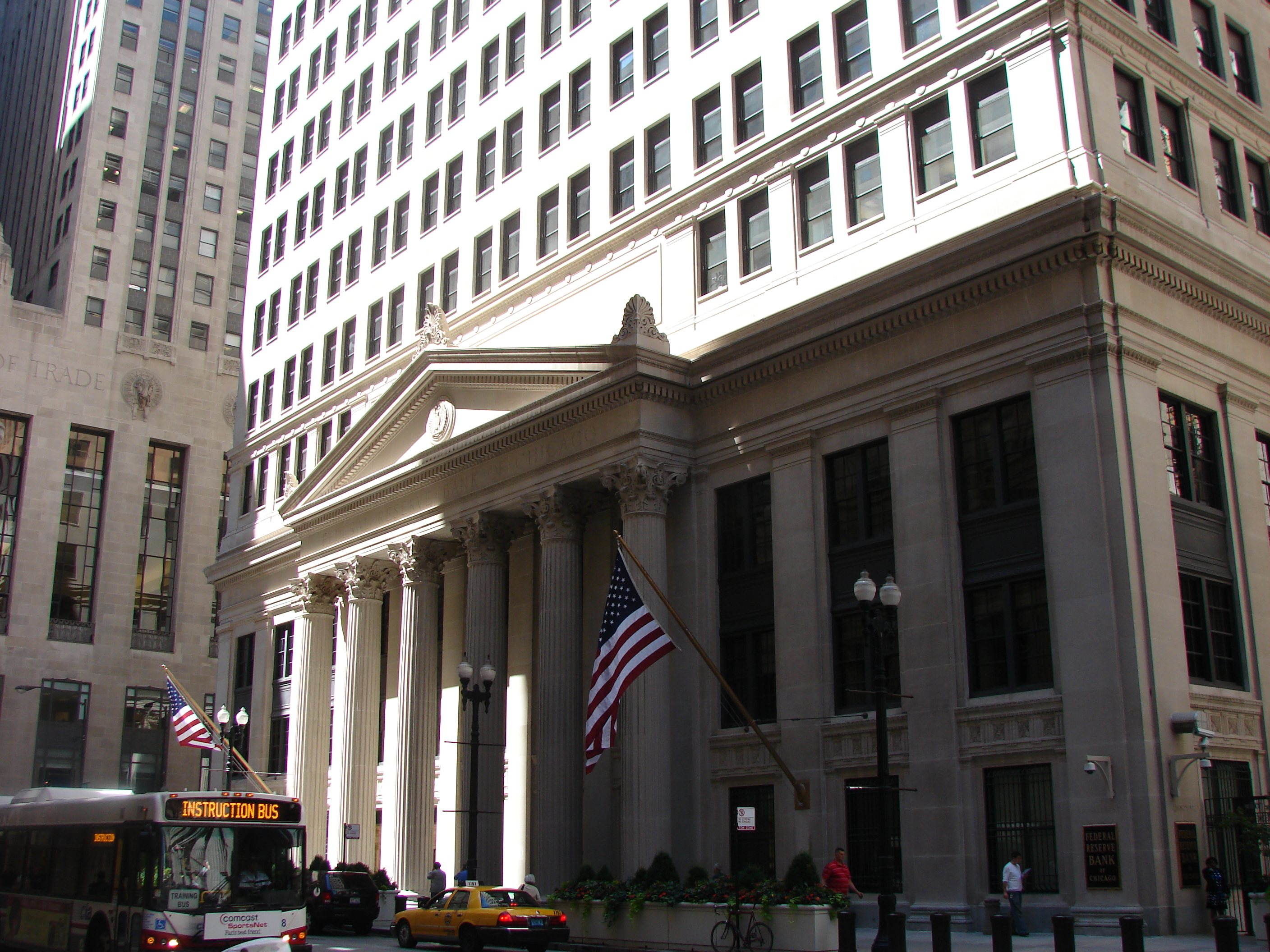
O Federal Reserve Bank of Chicago é o coração do centro financeiro de Chicago.

A economia do Illinois está concentrada primariamente e em grande parte no setor terciário. Em 2003, o produto interno bruto do estado foi de 499 bilhões de dólares, o quinto maior do país. A renda per capita do estado foi de 32 965 dólares. O centro econômico, financeiro e industrial do estado é Chicago. A taxa de desemprego do Illinois é de 6,2%.
O setor primário responde por 1% do PIB do Illinois. A agricultura e a pecuária respondem juntas por 1% do PIB do estado, e empregam cerca de 168 mil pessoas. O Illinois possui cerca de 75 mil fazendas. O Illinois é um dos líderes nacionais na produção anual de produtos agropecuários. Os principais produtos cultivados ou criados no estado são milho e soja (dos quais o Illinois é um dos maiores produtores nacionais), além de trigo, gado e leite. A pesca e a silvicultura empregam juntas cerca de 7 mil pessoas, embora sua atuação tenha efeitos negligenciáveis na economia do estado.

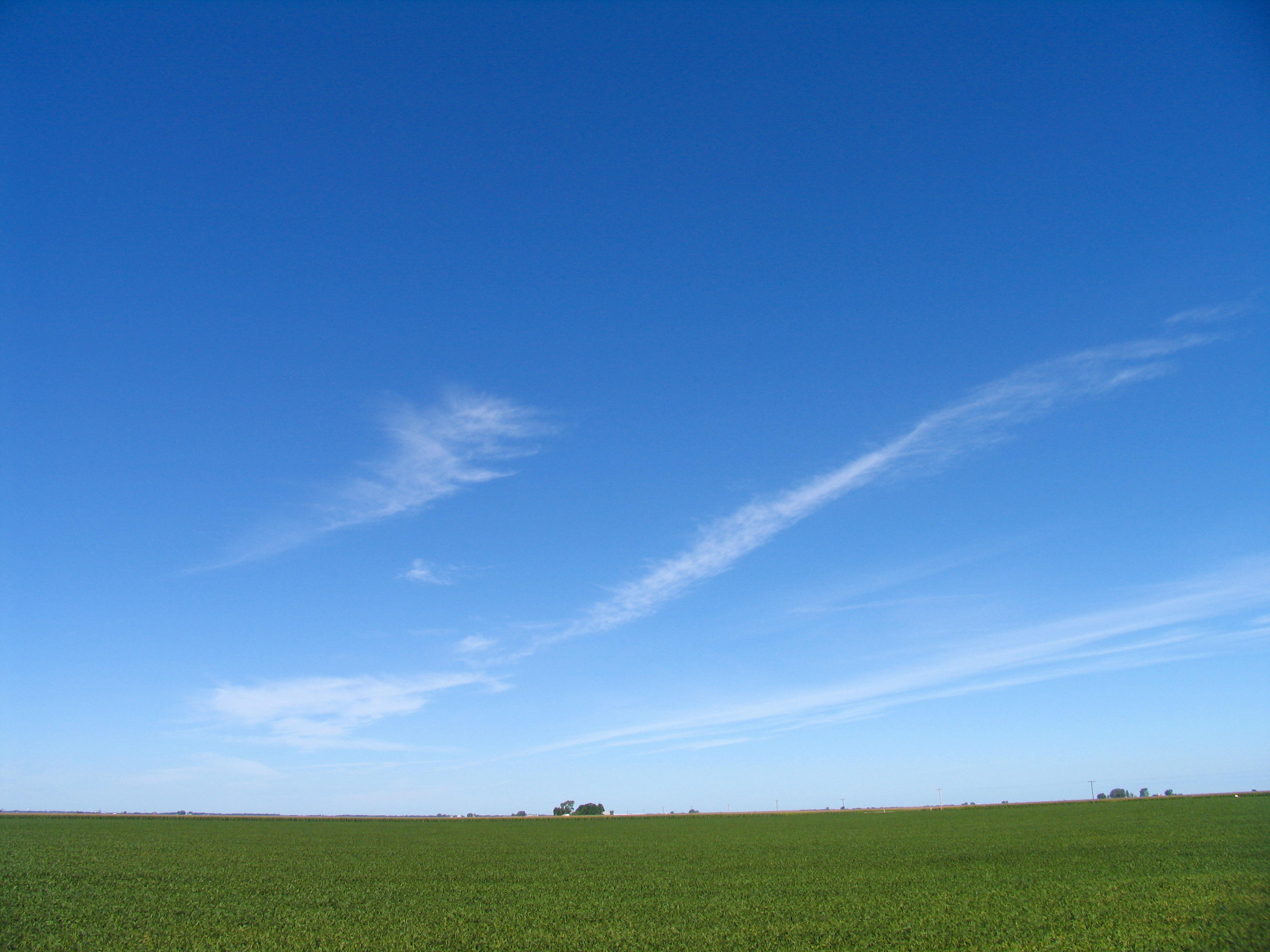
Campo de soja no Illinois. O Illinois é um dos maiores produtores de soja nos Estados Unidos.

O setor secundário responde por 21% do PIB do Illinois. A indústria de manufatura responde por 16% do PIB do estado e emprega aproximadamente 970 mil pessoas. O valor total dos produtos industrializados fabricados no estado por ano é de 102 bilhões de dólares. Chicago é o segundo maior pólo industrial dos Estados Unidos, perdendo apenas para Los Angeles. Os principais produtos fabricados no estado são alimentos industrialmente processados, maquinário, produtos químicos, produtos de aço, computadores, softwares e eletrônicos, e material impresso. A indústria de construção responde por 4,92% do PIB do estado e emprega cerca de 373 mil pessoas. A mineração responde por 0,08% do PIB do estado e emprega aproximadamente 15 mil pessoas. O principal recurso natural minerado no estado é o carvão
O setor terciário responde por 78% do PIB do Illinois. Serviços comunitários e pessoais correspondem por 23% do PIB do estado, e empregam mais de 2,4 milhões de pessoas. Serviços financeiros e imobiliários respondem por 20% do PIB do estado, e empregam cerca de 678 mil pessoas. Chicago é o maior polo financeiro da Região Centro-Oeste dos Estados Unidos e o segundo maior polo financeiro do país. O comércio por atacado e varejo responde por 16% do PIB do Illinois e emprega mais de 1,58 milhões de pessoas. Serviços governamentais respondem por 10% do PIB do estado e empregam mais de 900 mil pessoas. Transportes, telecomunicações e utilidades públicas respondem por 7% do PIB do estado e empregam cerca de 420 mil pessoas. Cerca de 50% da eletricidade gerada no Illinois é produzida em usinas nucleares, 45% em usinas termelétricas a carvão, e a maior parte do restante é gerada em usinas termelétricas a petróleo e em usinas hidrelétricas.

## Infraestrutura

### Educação
A primeira escola pública do Illinois foi fundada em 1784. Em 1825, o governo do estado instituiu um sistema estadual de educação pública, o Conselho Estadual de Illinois de Educação.

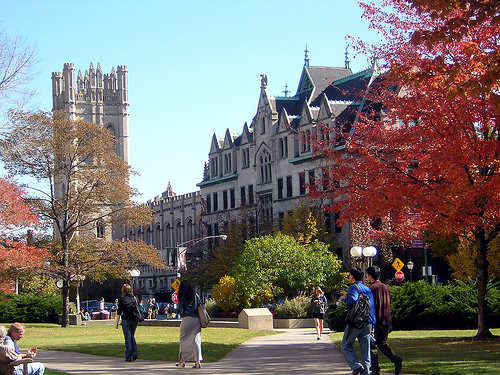
Campus da Universidade de Chicago.

Atualmente, todas as instituições educacionais no Illinois precisam seguir regras e padrões ditadas pelo Conselho Estadual de Educação do Illinois. Este Conselho controla diretamente o sistema de escolas públicas do estado, que está dividido em diferentes distritos escolares. O Conselho é composto por nove membros indicados pelo governador e aprovados pelo Senado, para termos de ofício de até seis anos de duração. Cada cidade primária (city), diversas cidades secundárias (towns) e cada condado, é servida por um distrito escolar. Nas cidades, a responsabilidade de administrar as escolas é do distrito escolar municipal, enquanto em regiões menos densamente habitadas, esta responsabilidade é dos distritos escolares operando em todo o condado em geral. O Illinois permite a operação de escolas charter — escolas públicas independentes, que não são administradas por distritos escolares, mas que dependem de verbas públicas para operarem. Atendimento escolar é compulsório para todas as crianças e adolescentes com mais de sete anos de idade, até a conclusão do segundo grau ou até os quinze anos de idade.
Em 1999, as escolas públicas do estado atenderam cerca de 2,028 milhões de estudantes, empregando aproximadamente 124,8 mil professores. Escolas privadas atenderam cerca de 299,9 mil estudantes, empregando aproximadamente 19,6 mil professores. O sistema de escolas públicas do estado consumiu cerca de 13,603 bilhões de dólares, e o gasto das escolas públicas foi de aproximadamente 7,7 mil dólares por estudante. Cerca de 85,9% dos habitantes do estado com mais de 25 anos de idade possuem um diploma de segundo grau.
A primeira biblioteca pública do Illinois foi inaugurada em 1818, em Albion. Atualmente, o estado possui milhares de bibliotecas, administrada por 629 sistemas de bibliotecas públicas diferentes. As bibliotecas públicas do estado movimentam anualmente uma média de 7,4 livros por habitante.
A primeira instituição de educação superior do Illinois foi fundada a Faculdade de Illinois, fundada em 1809, em Jacksonville. Atualmente, o estado possui 175 diferentes instituições de ensino superior, dos quais 60 são públicas e 115 são privadas. A maior instituição de educação superior do estado é o Sistema de Universidades de Illinois.

### Transportes e telecomunicações

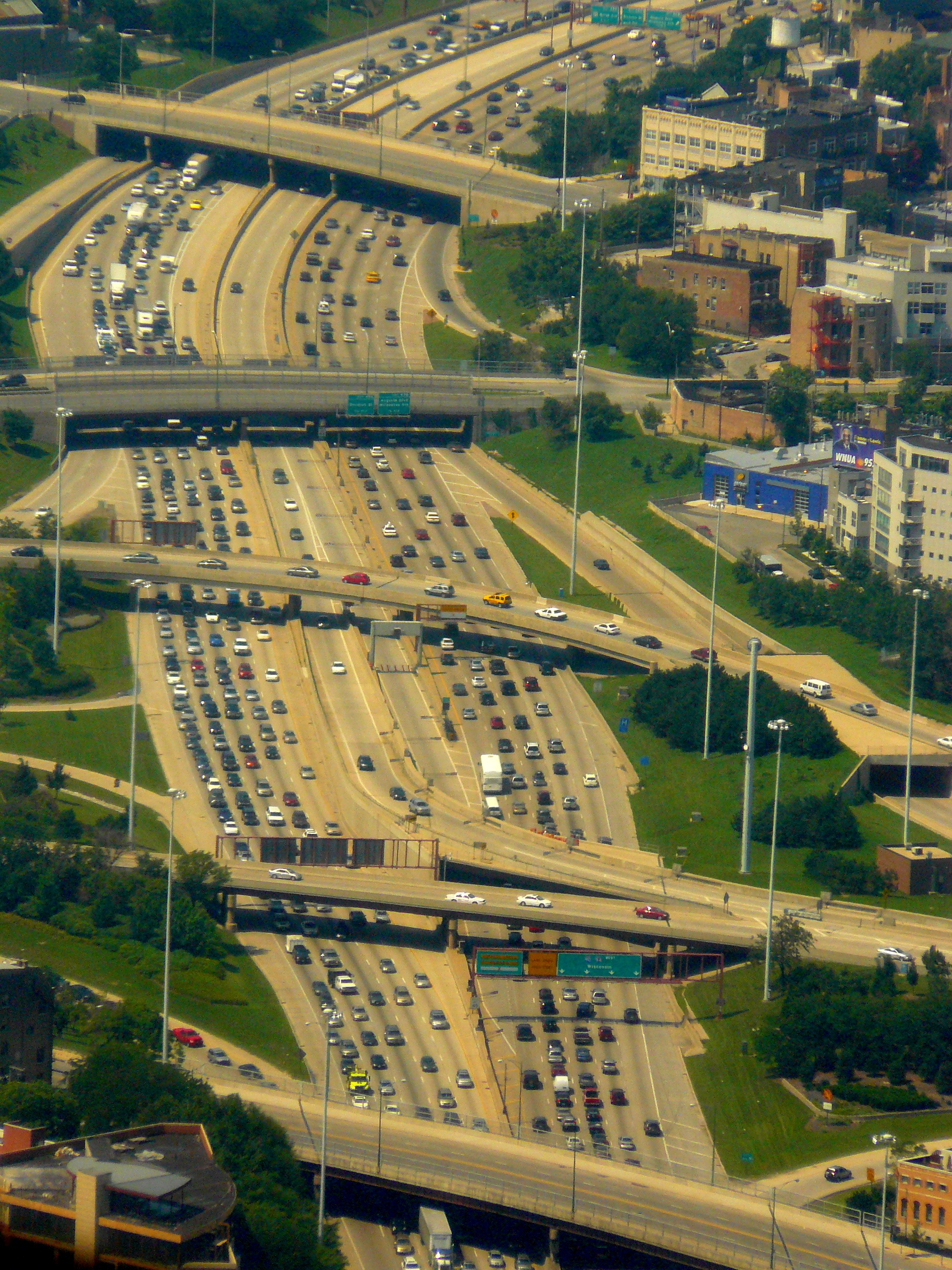
Congestionamento em uma autoestrada de Chicago.

Chicago é o maior polo ferroviário dos Estados Unidos, e um dos maiores polos rodoviários do país, bem como um dos polos aeroportuários mais movimentados do mundo. Cerca de 45 companhias ferroviárias fornecem serviço de transporte de carga no estado. A Amtrak atende a cerca de 40 cidades no estado. O Aeroporto Internacional O'Hare, localizado em Chicago, é o segundo aeroporto mais movimentado do mundo. O Illinois, em 2002, possuía 11 685 quilômetros de ferrovias, mais do que qualquer outro estado americano com exceção do Texas. Em 2003, o estado possuía 222 936 quilômetros de vias públicas, dos quais 3 942 quilômetros eram rodovias interestaduais, considerados parte do sistema federal rodoviário dos Estados Unidos. A malha rodoviária do Illinois é a terceira maior do país, atrás apenas do Texas e da Califórnia.
O primeiro jornal publicado no Illinois foi o Illinois Herald, publicado pela primeira vez em Kaskaskia, em 1814. Atualmente são publicados no Illinois cerca de 660 jornais, dos quais aproximadamente 80 são diários. São impressos no estado cerca de 850 periódicos. A primeira estação de rádio do Illinois foi fundada em 1921, em Tuscola, e a primeira estação de televisão do estado foi fundada em 1940, em Chicago. Atualmente, o Illinois possui 278 estações de rádio — dos quais 95 são AM e 183 são FM — e 45 estações de televisão.

## Cultura

### Símbolos do estado
- Aperitivo: Pipoca
- Árvore: Quercus alba
- Cognomes:
  - Prairie State
  - Land of Lincoln (não oficial)
- Dança: Quadrilha
- Flor: Viola sororia
- Fóssil: Tullimonstrum gregarium
- Fruta: Maçã
- Grama: Andropogon gerardii
- Inseto: Danaus plexippus (Borboleta-monarca)
- Lema: State sovereignty, national union (Soberania estadual, união nacional)
- Mamífero: Odocoileus virginianus
- Mineral: Fluorita
- Música: Illinois
- Pássaro: Cardinalis cardinalis
- Peixe: Lepomis macrochirus
- Réptil: Coluber constrictor

## Esportes

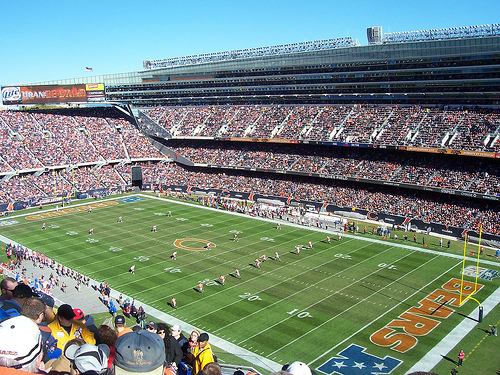
Soldier Field em Chicago, casa do Chicago Bears.

Illinois possui times nas cincos grandes ligas profissionais dos Estados Unidos.
No Futebol Soccer possui o time do Chicago Fire FC de  Bridgeview, Illinois. Participa da Major League Soccer, principal liga dos Estados Unidos. Possui 6 títulos nacionais em sua história.
No futebol americano o Chicago Bears da NFL que manda seus jogos no Soldier Field, o time foi campeão do Super Bowl em 1986.
No beisebol conta com dois times na MLB: o Chicago Cubs que manda seus jogos no Wringley Field, o segundo mais antigo estádio da liga, conhecido por ter o mais longo jejum de títulos de um time das grandes ligas, 108 anos de diferença entre os títulos de 1908 e 2016, o outro é o Chicago White Sox que manda seus jogos no Guaranteed Rate Field no sul de Chicago e que também teve um longo jejum de 88 anos entre 2005 e 1917.
No basquetebol o Chicago Bulls manda seus jogos no United Center, notável por ter sido o time onde Michael Jordan ganhou todos os seus oito campeonatos na década de 1990.
No hóquei no gelo o Chicago Blackhawks também manda seus jogos no United Center, ganhou seis Stanley Cups.